# Friedrich Melchior von Grimm
Friedrich Melchior, barão de Grimm (Ratisbona, 26 de dezembro de 1723 – Gota, 19 de dezembro de 1807) foi um diplomata e escritor bávaro de expressão francesa.